# 董堡乡
董堡乡，是中华人民共和国云南省文山壮族苗族自治州广南县下辖的一个乡镇级行政单位。

## 行政区划
董堡乡下辖以下地区：
董堡村、董仕基村、老路村、老井村、罗瓦村、牡路村和董弄村。